# Mariechen Danz
|  | Dieser Artikel wurde auf der Qualitätssicherungsseite des Projekts Bildende Kunst eingetragen. Die Mitarbeiter der QS-Bildende Kunst arbeiten daran, die Qualität der Artikel aus dem Themengebiet Kunst auf ein besseres Niveau zu bringen. Bitte hilf mit, die Mängel dieses Artikels zu beheben und beteilige Dich an der Diskussion. |

Mariechen Danz (geb. 1980 in Dublin) ist eine Irisch-Deutsche Künstlerin, deren multimedial ausgerichtete Praxis sich mit Fragen des Wissens, dessen Vermittlung und der Beziehung zwischen Körper und Erkenntnis beschäftigt.

## Leben und Wirken
Danz studierte an der Universität der Künste Berlin,   Gerrit Rietveld Academie Amsterdam, sowie in Kalifornien, an der CalArts, California Institute of the Arts. Sie entwickelte früh ein interdisziplinäres Interesse an Anatomie, Kartografie und historischen Wissenssystemen.
Danz’ künstlerisches Werk umfasst Skulpturen, Installationen, Performances und Kostüme, in denen häufig anatomische Modelle und Darstellungen von Organen als Metaphern für kulturelle, historische und epistemische Strukturen genutzt werden. Dabei hinterfragt sie in ihren Arbeiten vorherrschende Konzepte von Objektivität, Wissenshierarchien und die Aufteilung zwischen geistiger und körperlicher Erkenntnis, um die Wechselwirkung von Körperwahrnehmung und Wissensaneignung sichtbar zu machen.
Ein zentrales Motiv in ihrem Schaffen ist die Auseinandersetzung mit der menschlichen Anatomie, etwa in Form organähnlicher Objekte, die nicht selten auf medizinischen Lehrmodellen basieren und auf diese Weise vermeintlich objektive Darstellungen körperlicher Strukturen entlarven. In ihren raumgreifenden Werken setzt sie sich zudem mit der Frage auseinander, wie Wissensordnungen entstehen, wie sie sich verändern lassen und wie Körperwissen und kulturelle Konzepte historisch und geografisch variieren.
Danz war 2017 auf der Biennale in Venedig mit einer umfassenden Installation und Performance vertreten, in der sie Gesang, Bildprojektionen sowie skulpturale Elemente zu einem mehrschichtigen Erlebnis verband. Auch auf der 16. Istanbul Biennale (2019) präsentierte sie eine groß angelegte Installation, bei der sie Tausende handgefertigte Ziegel mit Abdrücken menschlicher Organe kombinierte und so ein anthropomorphes Raumgefüge schuf, das an der Schnittstelle zwischen Archäologie, Architektur und Anatomie angesiedelt war.
Die Künstlerin zeigte ihre Arbeiten in Institutionen wie dem Haus der Kunst in München, im Centre Pompidou in Paris, im Kunsthaus Bregenz und in der Berlinischen Galerie in Berlin. Ihre Ausstellung edge out in der Berlinischen Galerie zeigt ein begehbares System von Körperbildern, in dem Organe in verschiedenen Materialien reflektiert werden und visuelle wie räumliche Ordnungssysteme als wandelbar und subjektiv erfahrbar inszeniert sind.

## Preise
- 2013: Villa Romana Preis
- 2024: GASAG-Kunstpreis[2]

## Ausstellungen (Auswahl)

### Einzelausstellungen
- 2021: Clouded in Veins, Kunsthalle Recklinghausen[4]
- 2024: edge out, Berlinische Galerie[5]

### Gruppenausstellungen
- 2009 : The Generational Triennial : Younger Than Jesus, New Museum, New York[6]
- 2016/17: Polyphonies, Centre Pompidou[7]
- 2017: Biennale di Venezia[8]
- 2019: 16. Istanbul Biennale[9]